# Robin Thicke
Pour les articles homonymes, voir Thicke.
Robin Thicke (/ˈɹɑbɪn θɪk/) est un chanteur, compositeur et producteur américano-canadien né le 10 mars 1977 à Los Angeles. En 2013, la chanson Blurred Lines qu'il publie avec Pharrell Williams et T.I. est un important succès international.

## Biographie

### Jeunesse
Robin Thicke est le fils de l'acteur, compositeur, scénariste et producteur canadien Alan Thicke (1947-2016) et de l'actrice et chanteuse américaine Gloria Loring.

### Carrière musicale
Enfant, il apprend à jouer du piano puis à 16 ans, il travaille dans la production en travaillant notamment pour Brandy ou encore Brian McKnight.
En 1995, il co-écrit la chanson Sexual Attention avec Damon Thomas pour le groupe 3T. Celle-ci figure sur l'album Brotherhood sorti la même année.
En 1999, il co-écrit avec Walter Afanasieff la chanson Fall Again, initialement prévue pour figurer sur Invincible, le nouvel album de Michael Jackson, mais le projet n'atteint pas son terme. Une démo de la chanson est sortie sur la compilation Michael Jackson: The Ultimate Collection en 2004. Robin Thicke a également chanté et enregistré cette chanson sous son surnom, Thicke, qu'il conserve jusqu'en 2005.
En 2003, il entreprend une carrière de chanteur et sort A beautiful world avec les apparitions de Keyshia Cole, India Arie, et John Legend. Pharrell Williams le fait signer sur son label Star Trak Records où Robin sort un nouvel album The Evolution of Robin Thicke dont Wanna Love You Girl est tiré.
En 2010, il compose pour la bande d'annonce de Moi, moche et méchant (Despicable Me) le single My Life.
En 2013, la chanson Blurred Lines qu'il publie avec Pharrell Williams et T.I. est un important succès international.
Le 25 février 2014, il publie le titre The Rest of My Life dont un remix de la chanson est en duo avec Tamar Braxton. Le 4 mars 2014, DJ Cassidy publie le single Calling All Hearts en featuring avec Jessie J et Robin Thicke.
Le 15 juillet 2023, il effectue une prestation à l'occasion du gala humanitaire DesignCare 2023. Il est en couple avec une jeune fille de 19 ans.
Au cours de sa carrière, Robin Thicke a collaboré pour des artistes comme Mary J. Blige, Mariah Carey ou encore Christina Aguilera.

### Carrière a la télévision

#### Duets(2012)
En 2012 il est mentor dans le télé crochet d'ABC, Duets. Les autres membres du jury sont Kelly Clarkson, John Legend et Jennifer Nettles. Lionel Ritchie aurait dû en faire partie, mais a finalement abandonné le projet, et a été remplacé par Legend. L'émission n'est pas renouvelée pour une deuxième saison.

#### Real Husbands of HollywoodetThe Masked Singer(depuis 2013)
En 2013 il est l'un des héros de l'émission de télé réalité Real Husbands of Hollywood sur la chaine BET. L'émission est une déclinaison masculine des shows The Real Housewives of.... Les autres vedettes du show sont Boris Kodjoe, Duane Martin, J.B. Smoove, Kevin Hart, Nick Cannon et le rappeur Nelly.
Il décide de quitter l'émission à l'issue de la première saison. Il est remplacé pour la saison 2 par Bobby Brown, l'ex-mari de Whitney Houston.
En janvier 2019 il fait partie du jury de la première saison de The Masked Singer avec comme autres juges Ken Jeong, Jenny McCarthy et Nicole Scherzinger. L'émission est animé par Nick Cannon, son ancien collègue de Real Husband of Hollywood.

## Polémiques

### Paroles de Blurred Lines
En juin 2013, la chanson Blurred Lines de Robin Thicke et Pharrell Williams suscite la polémique à cause de ses paroles glorifiant le viol. En 2020, Pharrell dit regretter ses paroles.

### Performance avec Miley Cyrus aux MTV Video Music Awards 2013
En août 2013, Robin Thicke et Miley Cyrus ont provoqué un tollé à la suite de leur performance lors des MTV Video Music Awards 2013. Pendant la représentation, au cours de laquelle les chanteurs ont interprété "Blurred Lines" et "We Can't Stop", Cyrus a twerké de manière à imiter un acte sexuel avec sa collègue. Par la suite, Cyrus a déclaré que Thicke lui avait explicitement demandé d'être "aussi nue que possible" pendant la représentation. Selon la même source, Thicke était en colère contre Cyrus pour être " allé trop loin " pendant les MTV Video Music Awards, et il pensait que la chanteuse de "Wrecking Ball" avait "détourné la performance".

### Accusation d'agression sexuelle par Emily Ratajkowski
Début octobre 2021, des fragments du prochain livre de la mannequin et actrice Emily Ratajkowski, My Body ont été divulgués en ligne, dans lesquels elle affirmait que Thicke lui avait peloté les seins sans son consentement en 2013 lors du tournage du clip de la chanson « Blurred Lines ». 
La réalisatrice du clip Blurred Lines a témoigné en disant « Je me souviens du moment où il a attrapé ses seins. Un dans chaque main. Il était debout derrière elle car ils étaient tous les deux de profil. J’ai crié d’une voix très énervée : Qu’est-ce que tu fous, c’est fini ! Le tournage est terminé ! ».

## Affaires judiciaires

### Plagiat de Marvin Gaye
En mars 2015, Robin Thicke et Pharrell Williams sont condamnés pour plagiat et doivent verser 7,4 millions de dollars aux héritiers de Marvin Gaye pour leur plagiat de la chanson Got to Give It Up dans leur tube Blurred Lines.

## Discographie

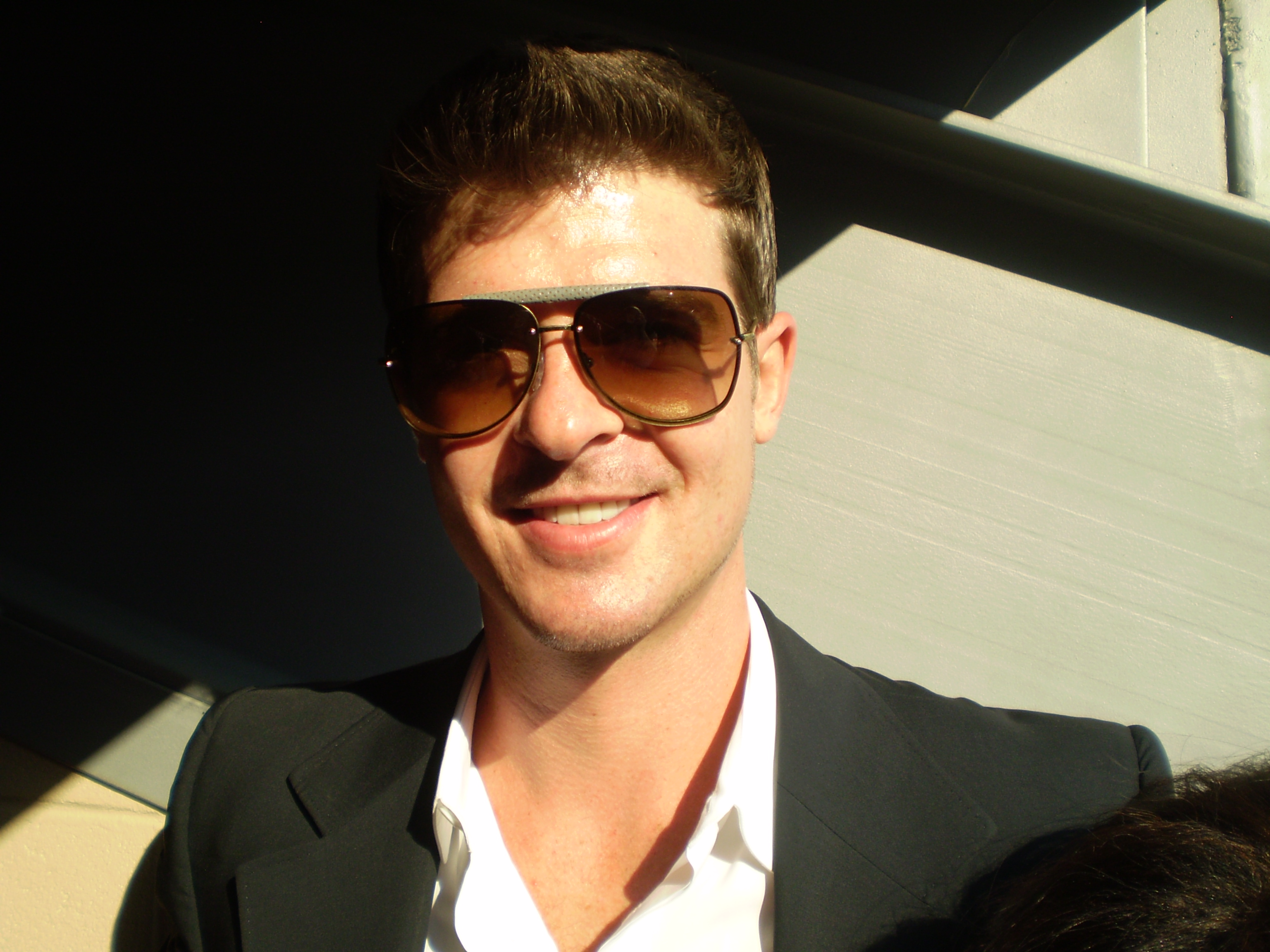
Robin Thicke à la convention DNC en août 2008.

### Singles
- 2002 : When I Get U Alone
- 2003 : Brand New Jones
- 2007 : Lost Without U
- 2007 : Wanna Love U Girl (featuring Pharrell)
- 2007 : Can you Believe
- 2007 : Shooter (Lil Wayne featuring Robin Thicke)
- 2008 : Follow My Lead (50 Cent featuring Robin Thicke)
- 2008 : MAGIC (musique de la pub Samsung SGH-U900)
- 2008 : Everything I can't Have (musique du film "Step Up 2" )
- 2008 : Tie My Hands (featuring Lil Wayne)
- 2009 : Sex Therapy
- 2009 : Somebody To Love Me (Leighton Meester feat Robin Thicke)
- 2010 : Elevatas (featuring Kid Cudi)
- 2013 : Blurred Lines (featuring Pharrell and T.I)
- 2013 : Give It 2 U
- 2013 : Feel Good
- 2014 : Feel Good (featuring Vitaa)
- 2014 : Calling All Hearts (DJ Cassidy featuring Jessie J & Robin Thicke)
- 2014 : Get Her Back
- 2015 : I Don't Like It, I Love It (Flo Rida featuring Robin Thicke & Verdine White)
- 2015 : Morning Sun
- 2015 : Back Together (featuring Nicki Minaj)
- 2016 : Deep (featuring Nas)
- 2016 : One Shot (featuring Juicy J)
- 2018 : Testify
- 2019 : That's What Love Can Do
- 2019 : When You Love Somebody
- 2020 : Forever Mine